# 필리프 조르제비치
필리프 조르제비치(세르비아어: Filip Đorđević, 1987년 9월 28일 ~ )는 스트라이커로 뛰었던 세르비아의 전 축구 선수다.

## 클럽 경력

### 초기 경력
필리프는 8년을 보낸 그의 고향팀 레드 스타 베오그라드에서 선수 생활을 시작했다. 또한 그는 라드 베오그라드로 임대를 갔었다. 프랑스로 넘어가기전, 레드 스타에서 오직 리그 경기 8경기만을 출전했다.

### 낭트
리그 2의 낭트로 임대된 후, 프랑스 1부 리그로의 승격에 기여하여 낭트는 그와 4년의 정식 계약을 맺었다. 리그 1으로 복귀한 팀에서, 조르제비치는 2008-09 시즌 동안 19경기에 출전해서 두 골을 넣었고, 낭트는 또다시 리그 2로 강등됐다. 다음시즌인 2009-10 시즌에 그는 이전 시즌과 동일한 스텟을 기록했고, 낭트는 2010년 여름에 승격도 강등도 되지 않은 채 리그 2에 남게 되었다. 마침내 조르제비치는 2010-11 시즌에 훌륭한 꾸준함을 키웠고 36경기에 출전하여 12골, 5도움을 기록했다. 2011-12 시즌에, 낭트는 여전히 리그 2에 있었고, 28경기에 출전하여 6골, 5도움을 제공했다.
2012-13 시즌부터, 조르제비치는 그의 폼을 폭발시켰고, 즉시 시즌 종료 후에 낭트의 승격에 기여했다. 34경기에 20골을 넣어, 시즌 종료후 리그 2 최다득점자가 되었다. 2013년 8월 16일, 올랭피크 리옹이 전해지는 바에 의하면 조르제비치를 영입하기 위해 3-5백만 사이의 유로를 제시했다고 하며, 조르제비치와 낭트는 그 이적제안을 거부했다. 리그 1으로 복귀한 팀에서, 조르제비치는 12경기에 출전해서 7골을 넣으며, 라다멜 팔카오와 즐라탄 이브라히모비치 등과 그 시즌 리그 최다 득점자 자리를 두고 다투었다.

### 라치오
2014년 3월 19일, 그는 낭트를 떠나 세리에 A의 SS 라치오로의 이적함을 알렸다. 그는 2014년 7월 1일에 입단했다.

## 국가대표팀 경력
조르제비치는 2007년 11월 24일에 열린 카자흐스탄과의 UEFA 유로 2008 예선 A조 경기에서 세르비아 축구 국가대표팀에 첫 소집되었지만, 출전 기회를 얻지는 못했다. 그가 처음으로 소집된 지 5년후, 시니샤 미하일로비치 감독은 2012년 11월 14일에 열린 칠레전에 그를 택했다. 그는 교체로 선수로 데뷔경기를 치른 지 2분 만에 득점을 해냈다.